# Ménage à trois

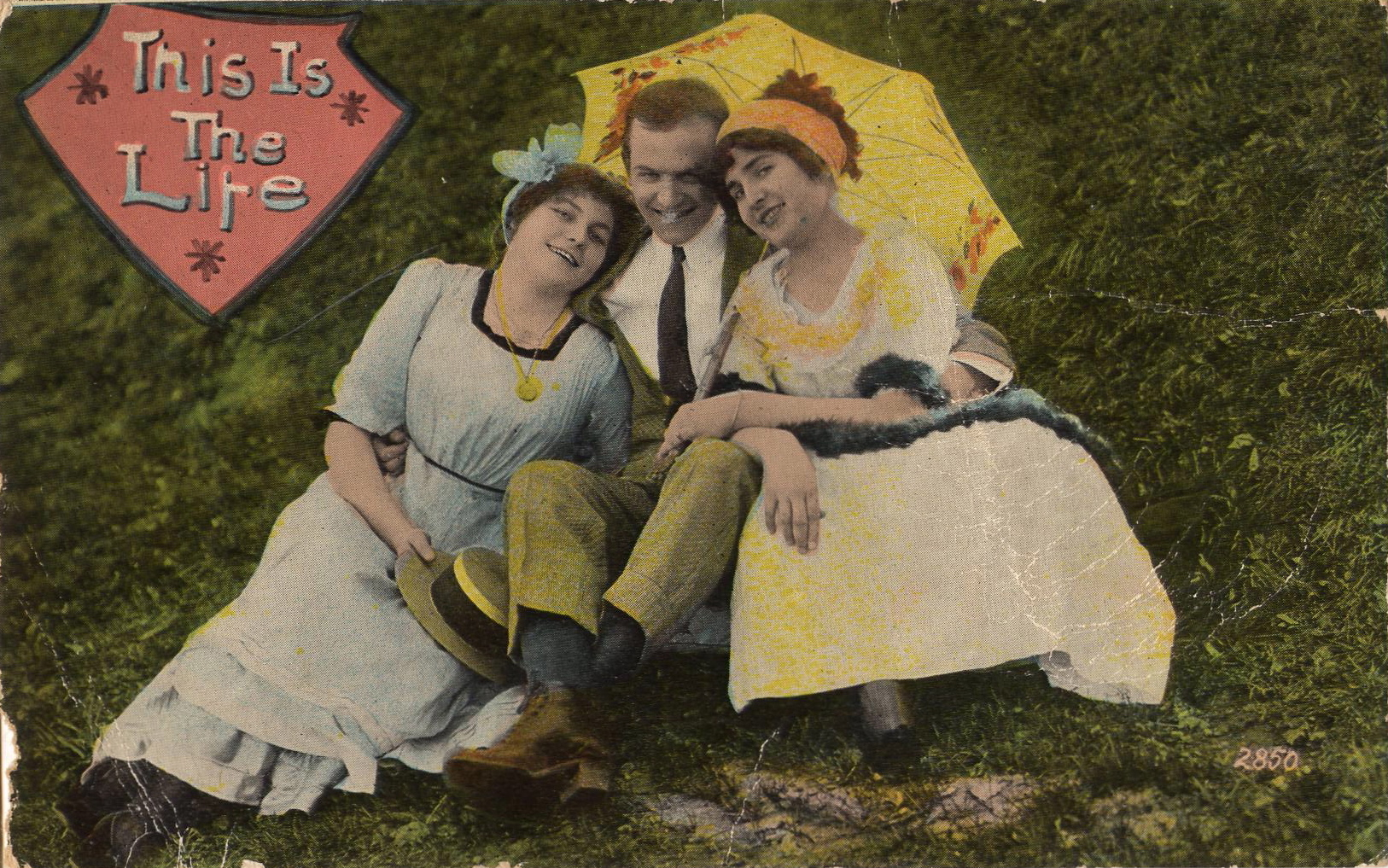

Ménage à trois è un'espressione francese indicante una relazione, non necessariamente di natura sessuale, ma in ogni caso di tipo sentimentale, fra tre persone. 

## Descrizione
Essa può tuttavia scaturire o risolversi essenzialmente in un rapporto sessuale di gruppo, che coinvolge tre partner contemporaneamente. In questo tipo di relazione, tutti e tre i partecipanti, in ogni caso, sono in linea di massima consapevoli della presenza di un ulteriore partner.
L'espressione è utilizzata, spesso ironicamente, anche in riferimento a relazioni non necessariamente amorose o erotiche, per indicare ad esempio la frequentazione assidua di un trio di amici con un rapporto particolarmente stretto.

## Nella cultura di massa

### Teatro
- Nella commedia di Luigi Pirandello Pensaci, Giacomino! si narra di un ménage à trois che riguarda i giovani Lillina e Giacomino e l'anziano professore Agostino Toti, il quale sposa la ragazza allo scopo di mantenerla, consapevole del suo amore per l'altro uomo.

### Cinema
- Il ménage à trois è raccontato in due film di François Truffaut: Jules e Jim, che racconta la storia di due ragazzi, Jim e Jules, e una ragazza, Catherine, di cui si innamorano entrambi, e Le due inglesi, che narra la storia d'amore tra il francese Claude e due sorelle inglesi, Ann e Muriel.
- La commedia cinematografica Partita a quattro, del regista Ernst Lubitsch, mostra la relazione d'amore tra una donna, Gilda, e due uomini, lo sceneggiatore Tom e l'artista George.
- Il film The Dreamers di Bernardo Bertolucci (ispirato al racconto "The holy innocents" di Gilbert Adair) è incentrato sulla relazione amorosa-sessuale tra due fratelli gemelli francesi, Isabelle e Thèo, e un giovane studente americano, Matthew.
- Il film-commedia Amici per gioco, amici per sesso ("Threesome"), scritto e diretto da Andrew Fleming, mostra l'insolito e rocambolesco ménage à trois fra tre giovani universitari: la studentessa Alex e i suoi due compagni di college, Stuart e Eddy (quest'ultimo è gay).
- Il film-commedia Basta che funzioni (Whatever Works), scritto e diretto da Woody Allen, mostra la relazione tra Marietta, donna di chiesa convertita a estrosa artista, un professore di Filosofia e un Gallerista di Manhattan.
- Anche il film Vicky Cristina Barcelona, sempre diretto da Woody Allen presenta un ménage à trois tra la coprotagonista Cristina e altri due personaggi: Juan Antonio e la sua ex fidanzata María Elena.

### Musica
- Il brano datato 1978 Pensiero stupendo, scritto da Ivano Fossati e Oscar Prudente, e interpretato da Patty Pravo, rappresenta un ménage à trois.
- Mènage a Trois è il titolo di un brano di Isaac Hayes
- Anche il brano Triangolo di Renato Zero, pubblicato nel singolo omonimo e all'interno dell'album Zerolandia del 1978, mette in scena un ménage à trois.
- Un ménage à trois erotico viene invece rappresentato nel brano Tre in amore, pubblicato nel 1978 come singolo su etichetta Fontana da Timothy e Sarah, pseudonimo che nasconde l'attore e cantante Luciano Telli.
- Altro ménage à trois erotico, ma in versione parodistica, viene eseguito dagli Squallor all'interno del loro album Cappelle del 1978 nel brano D'Annunziata.
- Ménage à trois è il titolo del primo singolo di Ema Stokholma uscito nel 2021, al suo debutto come cantante dance.

### Televisione
- La serie televisiva spagnola  Fisica o chimica (Fisiqua o Quimica), presenta due ménage à trois: il primo tra Cabano, Paula, e Alma (tre adolescenti della serie); e tra Veronica, Berto e Vaquero (tre insegnanti della serie).